# نادي غيلانغ إنترناشونال
نادي جيلانغ إنترناشيونال لكرة القدم نادي كرة قدم سنغافوري (كان يسمى مسبقًا بـ جيلانغ يونايتد) يلعب في دوري الدرجة الممتازة.